# Ingrid Almqvist

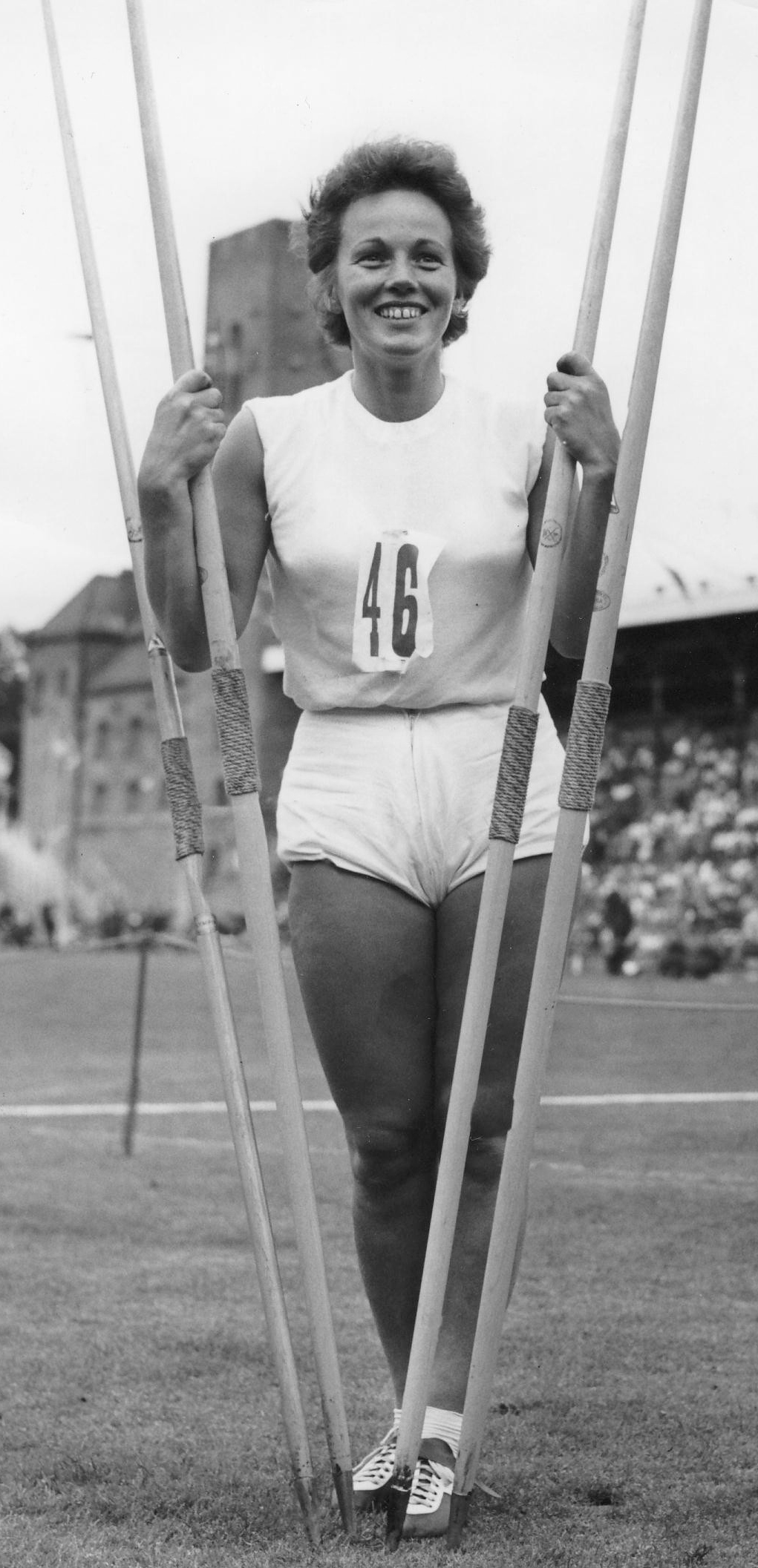
Ingrid Almqvist, ca. 1950

Ingrid Margareta Almqvist (* 10. Oktober 1927 in Göteborg; † 9. November 2017 ebenda) war eine schwedische Speerwerferin.
Bei den Olympischen Spielen 1948 in London wurde sie Zehnte, bei den Europameisterschaften 1950 in Brüssel Achte, bei den Europameisterschaften 1954 in Bern Zehnte, bei den Olympischen Spielen 1956 in Melbourne Fünfte und bei den Europameisterschaften 1958 in Stockholm Neunte.
Bei den Olympischen Spielen 1960 in Rom schied sie in der Qualifikation aus. 1961 siegte sie bei den Nordischen Meisterschaften.
15-mal wurde sie Schwedische Meisterin (1947, 1949–1952, 1954–1958, 1960–1964). Ihre persönliche Bestleistung von 52,32 m stellte sie am 12. September 1964 in Helsinki auf.